# Cephalocoema dimidiata
Cephalocoema dimidiata är en insektsart som beskrevs av Piza Jr. 1979. Cephalocoema dimidiata ingår i släktet Cephalocoema och familjen Proscopiidae. Inga underarter finns listade i Catalogue of Life.